# Selaginella helferi
Selaginella helferi là một loài dương xỉ trong họ Selaginellaceae. Loài này được Warb. mô tả khoa học đầu tiên năm 1900.